# Teeradetch Metawarayut
Teeradetch Metawarayut (tiếng Thái: ธีรเดช เมธาวรายุทธ, phiên âm: Thi-ra-đét Me-tha-va-ra-dút, sinh ngày 15 tháng 09 năm 1989) còn có nghệ danh là Alek (อาเล็ก), là một diễn viên người Thái Lan gốc Hoa trực thuộc Channel 3. Anh được biết đến qua các bộ phim như Nàng dâu hoàng gia (2015), Sức hút nàng hí khúc (2018), Vận mệnh kiểu này không có xui (2020), Trò chơi khát vọng (2022).

## Tiểu sử và học vấn
Alek Teeradetch sinh ngày 15 tháng 9 năm 1989 tại Băng Cốc, Thái Lan. Anh là con trai thứ 2 trong gia đình người Thái gốc Hoa.
Alek tốt nghiệp cấp 3 trường Assumption College và sau đó tốt nghiệp Cử nhân Khoa học Thể thao tại trường Đại học Chulalongkorn.
Biệt danh của anh ban đầu được cha anh đặt là Alex, viết tắt của Alexander. Nhưng bởi vì gia đình anh là người Thái gốc Hoa, nên cha anh đã nói rằng, "Ba e rằng một cái tên tiếng Anh có thể không phù hợp." Vì thế, cha anh đã đổi ý và dùng cái tên Alek.

## Sự nghiệp
Năm 2012, Alek bước chân vào làng giải trí với vai trò người mẫu quay quảng cáo và các video âm nhạc. Anh trở nên nổi tiếng sau khi đóng vai chính trong bộ phim "Nàng hô mít ướt" đóng cặp với Araya A. Hargate.
Năm 2013, Alek kí hợp đồng độc quyền với đài Channel 3.
Năm 2015, anh được đề cử tại giải thưởng "Golden Television Award" ở hạng mục Nam diễn viên phụ xuất sắc nhất cho vai diễn "Khun Chai Lek" trong phim truyền hình Nàng dâu hoàng gia (2015).

## Các phim đã tham gia

### Phim điện ảnh
| Năm  | Tên gốc           | Tên tiếng Việt              | Vai       | Đóng với                               |
| ---- | ----------------- | --------------------------- | --------- | -------------------------------------- |
| 2012 | Crazy Crying Lady | Nàng hô mít ướt             | Doc       | Araya A. Hargate                       |
| 2014 | Call Me Bad Girl  | Gái hư                      | Nuersamut | Peechaya Wattanamontree                |
| 2016 | I Love You Two    | Xin lỗi, chế muốn hai chồng | Tohmorn   | Araya A. Hargate và Pakorn Chatborirak |

### Phim truyền hình
| Năm  | Tên gốc                                | Tên tiếng Việt                           | Vai                                           | Đài   |
| ---- | -------------------------------------- | ---------------------------------------- | --------------------------------------------- | ----- |
| 2013 | Phaen Rai Phai Rak                     | Cạm bẫy tình yêu                         | Bác sĩ Pin                                    | CH3   |
| 2014 | Nang Rai Summer                        | Quý cô mùa hè                            | Cho                                           | CH3   |
| 2014 | Kuan Kaan Tong Gub Gang Por Pla Lai    | Chuyện tình các nàng ế                   | Kritsada Khuanwerot / "Krit"                  | CH3   |
| 2014 | Sai See Plerng                         | Cát rực lửa                              | Phatchara Techasithanawat / "Phat"            | CH3   |
| 2014 | Tang Duen Hang Ruk                     | Màn kịch cuộc đời                        | Sakwut / "Wut"                                | CH3   |
| 2015 | Nang Sao Thong Soi                     |                                          | khách mời                                     | CH3   |
| 2015 | Kor Pen Jaosao Suk Krung Hai Cheun Jai | Em muốn làm cô dâu                       | Lom / Laphit Wongsinawiset                    | CH3   |
| 2015 | Sapai Jao                              | Nàng dâu hoàng gia                       | Chai Lek                                      | CH3   |
| 2016 | Wai Sab Saraek Kad                     | Những thiếu niên bất hạnh                | Chuanakorn Piamkhun / "Korn"                  | CH3   |
| 2017 | The Cupid Series: Kammathep Jum Laeng  | Series Thần mai mối: Sói bự và thỏ ngoan | Kawin / Kevin Blake                           | CH3   |
| 2018 | Sanae Nang Ngiew                       | Sức hút nàng hí khúc                     | Chayuti Kiatkamjon / "Ti"                     | CH3   |
| 2018 | Sanae Rak Nang Sin                     | Sức hút nàng nọ lem                      | Phuree / "Phu"                                | CH3   |
| 2019 | Wai Sab Saraek Kad 2                   | Những thiếu niên bất hạnh 2              | Chuanakorn Piamkhun / "Korn"                  | CH3   |
| 2019 | Nee Ruk Nai Krong Fai                  | Nợ tình trong lồng lửa                   | Kawin Chayaninporamet / Mark Reeves / Nai Noi | CH3   |
| 2020 | Duang Baeb Nee Mai Mee Ju              | Vận mệnh kiểu này không có xui           | Chokbodee / "Chok"                            | CH3   |
| 2021 | Keun Ruk Salub Chata                   | Hận tình hoán phận                       | Wat / Phasawat                                | CH3   |
| 2022 | Game Prattana                          | Trò chơi khát vọng                       | Anawin                                        | CH3   |
| 2022 | Suptar 2550                            | Siêu sao 2007                            | Khách mời                                     | CH3   |
| 2023 | Return Man                             | TBA                                      | Yodyuth                                       | ViuTV |
| 2024 | Lom Len Fai                            | Ngọn lửa gió đùa                         | "Din" Tharadol                                | CH3   |
| 2025 | Sai Rak Sai Lueat                      | TBA                                      | TBA                                           | CH3   |

## Âm nhạc

### Xuất hiện trong MV
| Năm  | Tựa đề                     | Ca sĩ                                         |
| ---- | -------------------------- | --------------------------------------------- |
| 2011 | บอกได้ไหม                   | Chocolate Series                              |
| 2011 | คนมีความรัก                  | ZEE                                           |
| 2011 | ถ้าไม่รักกัน ฉันจะไป            | Note Panayanggool                             |
| 2011 | ไม่ใช่คนสวย                  | Noey Senorita                                 |
| 2012 | Second Chance              | Singular                                      |
| 2012 | บางที                       | ลูกโป่ง ภคมน                                    |
| 2012 | Together                   | Boy Peacemaker                                |
| 2012 | โปรดรักษาระยะห่าง            | Sarika Sathsilpsupa                           |
| 2013 | โดยไม่มีเธอ                  | ต้น ธนษิต                                       |
| 2013 | คนไม่สำคัญ                   | ต้น ธนษิต                                       |
| 2013 | กลัวความห่างไกล              | Jaruwat Cheawaram (feat. Wichayanee Pearklin) |
| 2013 | ยัง                         | Lipta                                         |
| 2014 | เจ็บแค่ไหนก็ยังรักอยู่            | Yes'sir Day (feat. Bongkot Charoentham)       |
| 2016 | ไม่เป็นไร                    | Lipta (feat. UrboyTJ)                         |
| 2020 | ระบาย                      | Yes'sir Days                                  |
| 2020 | ลมเป่าไฟ                    | DAX ROCK RIDER                                |
| 2021 | โอเครึเปล่า                  | Zentrady (feat. Kong Saharat)                 |
| 2022 | I'll Do It How You Like It | Krit Amnuaydechkorn (PP)                      |

## Giải thưởng và đề cử
| Năm  | Giải thưởng                   | Hạng mục                                    | Tác phẩm được đề cử | Kết quả   | Nguồn |
| ---- | ----------------------------- | ------------------------------------------- | ------------------- | --------- | ----- |
| 2012 | Man of the Year               | A rising star in the entertainment industry | —                   | Đoạt giải |       |
| 2016 | 30th Golden Television Awards | Outstanding Supporting Actor                | Nàng dâu hoàng gia  | Đề cử     | [ 4 ] |
| 2016 | HOWE AWARDS                   | Shining Actor Award                         | Nàng dâu hoàng gia  | Đoạt giải | [ 5 ] |